# بهره (لیزر)
در فیزیک لیزر، بهره (به انگلیسی: gain) یا تقویت (به انگلیسی: amplification) فرآیندی است که در آن محیط، بخشی از انرژی خود را به تابش الکترومغناطیسی گسیل‌شده منتقل می‌کند و در نتیجه توان نوری افزایش می‌یابد. این اصل اساسی همه لیزرها است. از نظر کمی، بهره معیاری از توانایی یک محیط لیزر برای افزایش توان نوری است. با این حال، به‌طور کلی لیزر انرژی مصرف می‌کند.

## تعریف
بهره را می‌توان به عنوان مشتق لگاریتم توان {\displaystyle ~P~}تعریف کرد همان‌طور که از میان محیط عبور می‌کند. عاملی که یک پرتو ورودی توسط یک محیط تقویت می‌شود، بهره نامیده می‌شود و با G نشان داده می‌شود.
{\displaystyle G={\frac {\rm {d}}{{\rm {d}}z}}\ln(P)={\frac {{\rm {d}}P/{\rm {d}}z}{P}}}
دراینجا {\displaystyle ~z~} مختصات در جهت انتشار است. این معادله تأثیرات نیم‌رخ عرضی باریکه را نادیده می‌گیرد.
در تقریب پیرامحوری شبه‌تَکفام، بهره را می‌توان با معادله زیر در نظر گرفت.
{\displaystyle 2ik{\frac {\partial E}{\partial z}}=\Delta _{\perp }E+2\nu E+iGE} ،
که دراینجا {\displaystyle ~\nu ~} تغییر ضریب شکست (که فرضاً کوچک است) است.
{\displaystyle ~E~} میدان مختلط است که مربوط به میدان الکتریکی فیزیکی است {\displaystyle ~E_{\rm {phys}}~} با رابطه {\displaystyle ~E_{\rm {phys}}={\rm {Re}}\left({\vec {e}}E\exp(ikz-i\omega t)\right)~} ، که {\displaystyle ~{\vec {e}}~} بردار قطبش است، {\displaystyle ~k~} عددِموج است، {\displaystyle ~\omega ~} فرکانس است، {\displaystyle ~\Delta _{\rm {\perp }}=\left({\frac {\partial ^{2}}{\partial x^{2}}}+{\frac {\partial ^{2}}{\partial y^{2}}}\right)~} لاپلاسین عرضی است. {\displaystyle ~{\rm {Re~}}} به معنی قسمت حقیقی

## بهره در سامانه شبه دوسطحی
در سامانه شبه دوسطحی ساده، بهره را می‌توان برحسب جمعیت  {\displaystyle ~N_{1}~} و  {\displaystyle ~N_{2}~} حالت‌های پایین‌تر و تحریک‌شده بیان کرد:
{\displaystyle ~G=\sigma _{\rm {e}}N_{2}-\sigma _{\rm {a}}N_{1}~}
که اینجا {\displaystyle ~\sigma _{\rm {e}}~} و {\displaystyle ~\sigma _{\rm {a}}~} سطح‌مقطع گُسیلش (به انگلیسی: emission) و جذبش (به انگلیسی: absorption) مؤثر هستند. در مورد محیط ناپُمپاژی، بهره منفی است.
بهره رفت و برگشت به معنای بهره فُزون‌یافته در طول انتشار گسیل لیزر در طول یک رفت و برگشت است. در مورد بهرهٔ درحال تغییر درامتداد طول، بهره رفت و برگشت را می‌توان با انتگرال {\displaystyle g=\int G{\rm {d}}z} بیان کرد. این تعریف یا نمایه مسطح پرتو لیزر در داخل لیزر یا مقداری بهره مؤثر را که به‌طور میانگین در سطح‌مقطع پرتو محاسبه می‌شود، فرض می‌کند.
ضریب تقویت {\displaystyle ~K~} را می‌توان به عنوان نسبت توان خروجی  {\displaystyle ~P_{\rm {out}}} به توان ورودی {\displaystyle ~P_{\rm {in}}} تعریف کرد:
{\displaystyle ~K=P_{\rm {out}}/P_{\rm {in}}} .
با بهره مرتبط است: {\displaystyle ~K=\exp \left(\int G{\rm {d}}z\right)~} .
بهره و ضریب تقویت را نباید با ضریب بزرگنمایی اشتباه گرفت. بزرگنمایی مقیاس بزرگ شدن یک تصویر را مشخص می‌کند. چنین بزرگ‌نمایی را می‌توان با عناصر غیرفعال، بدون محیط بهره، تحقق بخشید.

## اصطلاحات و نمادهای جایگزین
هیچ اصطلاح ثابتی در مورد بهره و جذبش وجود ندارد. هرکسی در استفاده از نمادهای خود آزاد است و در این مقاله نمی‌توان تمام سامانه‌های نمادگذاری را پوشش داد.
در رادیوفیزیک، بهره ممکن است به معنای لگاریتم ضریب تقویت باشد.
در بسیاری از مقالات فیزیک لیزر که از ضریب تقویت استفاده نمی‌شود {\displaystyle ~K~} در بالا تعریف شده است، بهره را ضریب تقویت می‌نامند، در قیاس با ضریب جذبش، که در واقع اصلاً ضریب نیست. باید آن را در طول انتشار (ضخامت) ضرب کرد، علامت را تغییر داد، نمایی را معکوس کرد و تنها پس از آن ضریب تضعیف نمونه را به‌دست آورد.
برخی از نشریات برای جلوگیری از ابهام از عبارت افزایش به جای بهره و کاهش به جای ضریب جذبش استفاده می‌شود. بهره‌برداری از قیاس بین انتشار پیرامحوری امواج شبه‌تک‌فام و تکامل زمانی یک سامانه پویا.